# Mary Anning
 Mary Anning (21 tháng 5 năm 1799   - ngày 09 Tháng 3 năm 1847 ) là một nhà sưu tầm hóa thạch và nhà cổ sinh vật học người Anh, nổi tiếng khắp thế giới nhờ những mẫu vật hóa thạch từ kỉ Jura mà bà tìm thấy tại các vách đá dọc eo biển Manche ở Lyme Regis, hạt Dorset, vùng Tây Nam nước Anh. Những phát hiện của bà đã góp phần quan trọng trong việc thay đổi tư duy khoa học về sự sống thời tiền sử và lịch sử Trái đất.
Anning đã tìm kiếm hóa thạch tại các vách đá Blue Lias trong khu vực, đặc biệt là trong thời gian mùa đông khi lở đất lộ ra những hóa thạch mới cần phải được thu thập nhanh chóng trước khi chúng bị trôi dạt ra biển. Bà đã một lần suýt chết vào năm 1833 trong trận lở đất đã giết chết chú chó của bà, Tray. Những khám phá của bà bao gồm bộ xương ichthyizard đầu tiên được xác định chính xác; hai bộ xương plesiosaur hoàn chỉnh đầu tiên được tìm thấy; bộ xương pterizard đầu tiên nằm bên ngoài nước Đức; và nhiều hóa thạch cá quan trọng khác. Những quan sát của bà đóng một vai trò quan trọng trong việc phát hiện ra coprolites, được gọi là đá bezoar vào thời điểm đó, là phân hóa thạch. Bà cũng phát hiện ra rằng hóa thạch belemnite chứa các túi mực hóa thạch giống như của các loài động vật chân đầu hiện đại. Khi nhà địa chất học Henry De la Beche vẽ Duria Antiquior, hình ảnh minh họa cuộc sống thời tiền sử đầu tiên được lưu hành rộng rãi, ông chủ yếu dựa vào việc tái hiện các hóa thạch mà Anning đã tìm thấy, và bán các bản in để thu lợi nhuận cho Anning.
Vì là một người ly giáo và là một phụ nữ, Anning không được tham gia hoàn toàn vào giới khoa học Anh quốc thế kỷ 19, chủ yếu bao gồm những nhà quý phái Anh giáo. Bà gặp khó khăn về tài chính trong phần lớn cuộc đời. Bà xuất thân từ một gia đình nghèo; cha bà, một người thợ làm tủ, qua đời khi bà mới mười một tuổi.
Bà trở nên nổi tiếng trong giới địa chất ở Anh, Châu Âu và Châu Mỹ, và được tham vấn về các vấn đề về giải phẫu cũng như về việc thu thập hóa thạch. Tuy nhiên, vì là một phụ nữ, bà không đủ điều kiện tham gia Hiệp hội Địa chất Luân Đôn và không phải lúc nào bà cũng được ghi nhận cho những đóng góp khoa học của mình. Bà đã viết trong một bức thư: "Thế giới đã sử dụng tôi theo một cách không tử tế, tôi e rằng nó đã khiến tôi nghi ngờ tất cả mọi người."  Bài viết khoa học duy nhất của bà được xuất bản trên Tạp chí Lịch sử Tự nhiên năm 1839, là một đoạn trích từ một lá thư mà Anning đã viết cho biên tập viên của tạp chí đặt câu hỏi về một trong những tuyên bố của mình.
Sau khi qua đời vào năm 1847, câu chuyện về cuộc đời khác thường của Anning trở nên thu hút sự quan tâm của công chúng. Năm 1855, một tác giả giấu tên trong tuần báo All the Year Round do Charles Dickens chủ biên, đã viết về Anning như là "con gái người thợ mộc đã giành được một cái tên cho chính mình, và xứng đáng giành được nó."  Câu chuyện của bà được cho là nguồn cảm hứng cho cụm từ khó phát âm nổi tiếng "Cô bán vỏ sò trên bờ biển" ("She sells seashells on the seashore") trong bài hát năm 1908 của Terry Sullivan. Năm 2010, 163 năm sau khi bà qua đời, Hội Hoàng gia London đã đưa Anning vào danh sách 10 phụ nữ Anh quốc có ảnh hưởng nhất đến lịch sử khoa học.